# Banguié 1
Banguié 1 est une localité rurale dans le Sud de la Côte d'Ivoire dans la régiond de l'Agnéby-Tiassa. Le village de Banguié 1 est administrativement rattaché au département d'Agboville,,. 